# Lijst van Eerste Kamerleden 1929-1932
Lijst van Eerste Kamerleden 1929-1932 geeft een overzicht van de leden van de Nederlandse Eerste Kamer in de periode tussen de verkiezingen van 1929 en de verkiezingen van 1932. De zittingsperiode van de Eerste Kamer ging in op 17 september 1929 en eindigde op 19 september 1932. 
De Eerste Kamer telde 50 leden, gekozen door de leden van Provinciale Staten in de elf provincies. Eerste Kamerleden werden gekozen voor een termijn van zes jaar; om de drie jaar werd de helft van de Eerste Kamer vernieuwd.
| Naam                            | politieke partij                      | KG  | begindatum        | einddatum         | refs   |
| ------------------------------- | ------------------------------------- | --- | ----------------- | ----------------- | ------ |
| Anne Anema                      | Anti-Revolutionaire Partij            | IV  | 23-09-1926 [ d ]  | 19 september 1932 | [ 1 ]  |
| Johannes Arntz                  | Roomsch-Katholieke Staatspartij       | II  | 23-09-1926 [ d ]  | 19 september 1932 | [ 2 ]  |
| Samuel van den Bergh            | Vrijheidsbond                         | III | 17 september 1929 | 16-09-1935 [ e ]  | [ 3 ]  |
| Henricus Blomjous               | Roomsch-Katholieke Staatspartij       | I   | 17 september 1929 | 16-09-1935 [ e ]  | [ 4 ]  |
| Paul Briët                      | Anti-Revolutionaire Partij            | IV  | 23-09-1926 [ d ]  | 19 september 1932 | [ 5 ]  |
| Adrianus de Bruijn              | Roomsch-Katholieke Staatspartij       | I   | 17 september 1929 | 16-09-1935 [ e ]  | [ 6 ]  |
| Schelto van Citters             | Anti-Revolutionaire Partij            | II  | 23-09-1926 [ d ]  | 19 september 1932 | [ 7 ]  |
| Piet Danz                       | Sociaal-Democratische Arbeiderspartij | IV  | 23-09-1926 [ d ]  | 19 september 1932 | [ 8 ]  |
| Pieter Diepenhorst              | Anti-Revolutionaire Partij            | II  | 23-09-1926 [ d ]  | 19 september 1932 | [ 9 ]  |
| Pierre Dobbelmann               | Roomsch-Katholieke Staatspartij       | II  | 23-09-1926 [ d ]  | 19 september 1932 | [ 10 ] |
| David van Embden                | Vrijzinnig-Democratische Bond         | III | 17 september 1929 | 16-09-1935 [ e ]  | [ 11 ] |
| Dirk Fock                       | Vrijheidsbond                         | I   | 17 september 1929 | 16-09-1935 [ e ]  | [ 12 ] |
| Joan Gelderman                  | Vrijheidsbond                         | II  | 23-09-1926 [ d ]  | 19 september 1932 | [ 13 ] |
| Nicolaas de Gijselaar           | Christelijk-Historische Unie          | IV  | 23-09-1926 [ d ]  | 19 september 1932 | [ 14 ] |
| Jan ter Haar                    | Christelijk-Historische Unie          | III | 9 juli 1930       | 16-09-1935 [ e ]  | [ 15 ] |
| Oscar Haffmans                  | Roomsch-Katholieke Staatspartij       | I   | 17 september 1929 | 22 juni 1932      | [ 16 ] |
| Joan Heerkens Thijssen          | Roomsch-Katholieke Staatspartij       | III | 17 september 1929 | 16-09-1935 [ e ]  | [ 17 ] |
| Jacobus Hendrix                 | Roomsch-Katholieke Staatspartij       | III | 17 september 1929 | 12 juli 1931      | [ 18 ] |
| Louis Hermans                   | Sociaal-Democratische Arbeiderspartij | II  | 23-09-1926 [ d ]  | 19 september 1932 | [ 19 ] |
| Abraham van der Hoeven          | Christelijk-Historische Unie          | IV  | 23-09-1926 [ d ]  | 19 september 1932 | [ 20 ] |
| François Janssen                | Roomsch-Katholieke Staatspartij       | I   | 17 september 1929 | 16-09-1935 [ e ]  | [ 21 ] |
| Carolus Janssen de Limpens      | Roomsch-Katholieke Staatspartij       | I   | [ h ] [ i ]       | 16-09-1935 [ e ]  | [ 22 ] |
| Petrus de Jong                  | Roomsch-Katholieke Staatspartij       | I   | 17 september 1929 | 16-09-1935 [ e ]  | [ 23 ] |
| Jan Koster                      | Vrijheidsbond                         | IV  | 23-09-1926 [ d ]  | 19 september 1932 | [ 24 ] |
| Roelof Kranenburg               | Vrijzinnig-Democratische Bond         | I   | 17 september 1929 | 16-09-1935 [ e ]  | [ 25 ] |
| Jan van der Lande               | Roomsch-Katholieke Staatspartij       | II  | 23-09-1926 [ d ]  | 19 september 1932 | [ 26 ] |
| Willem van Lanschot             | Roomsch-Katholieke Staatspartij       | I   | 17 september 1929 | 16-09-1935 [ e ]  | [ 27 ] |
| Maup Mendels                    | Sociaal-Democratische Arbeiderspartij | II  | 23-09-1926 [ d ]  | 19 september 1932 | [ 28 ] |
| George Michiels van Kessenich   | Roomsch-Katholieke Staatspartij       | I   | 17 september 1929 | 16-09-1935 [ e ]  | [ 29 ] |
| Piet Moltmaker                  | Sociaal-Democratische Arbeiderspartij | I   | 17 september 1929 | 16-09-1935 [ e ]  | [ 30 ] |
| Franciscus Nivard               | Roomsch-Katholieke Staatspartij       | IV  | 25 maart 1931     | 19 september 1932 | [ 31 ] |
| Frans Ossendorp                 | Sociaal-Democratische Arbeiderspartij | IV  | 23-09-1926 [ d ]  | 19 september 1932 | [ 32 ] |
| Jan Oudegeest                   | Sociaal-Democratische Arbeiderspartij | III | 17 september 1929 | 16-09-1935 [ e ]  | [ 33 ] |
| Henri Polak                     | Sociaal-Democratische Arbeiderspartij | III | 17 september 1929 | 16-09-1935 [ e ]  | [ 34 ] |
| Rommert Pollema                 | Christelijk-Historische Unie          | III | 17 september 1929 | 16-09-1935 [ e ]  | [ 35 ] |
| Carry Pothuis-Smit              | Sociaal-Democratische Arbeiderspartij | III | 17 september 1929 | 16-09-1935 [ e ]  | [ 36 ] |
| Pieter Rink                     | Vrijheidsbond                         | IV  | 23-09-1926 [ d ]  | 19 september 1932 | [ 37 ] |
| Eltjo Rugge                     | Sociaal-Democratische Arbeiderspartij | II  | 23-09-1926 [ d ]  | 19 september 1932 | [ 38 ] |
| Alexander van Sasse van Ysselt  | Roomsch-Katholieke Staatspartij       | I   | 17 september 1929 | 16-09-1935 [ e ]  | [ 39 ] |
| Bonifacius de Savornin Lohman   | Christelijk-Historische Unie          | I   | 17 september 1929 | 16-09-1935 [ e ]  | [ 40 ] |
| Jos Serrarens                   | Roomsch-Katholieke Staatspartij       | III | 17 september 1929 | 16-09-1935 [ e ]  | [ 41 ] |
| Marcus Slingenberg              | Vrijzinnig-Democratische Bond         | IV  | 23-09-1926 [ d ]  | 19 september 1932 | [ 42 ] |
| Harm Smeenge                    | Vrijheidsbond                         | II  | 23-09-1926 [ d ]  | 19 september 1932 | [ 43 ] |
| Alphonsus Steger                | Roomsch-Katholieke Staatspartij       | IV  | 23-09-1926 [ d ]  | 19 september 1932 | [ 44 ] |
| Aart de Veer                    | Anti-Revolutionaire Partij            | I   | 17 september 1929 | 16-09-1935 [ e ]  | [ 45 ] |
| Herman Verkouteren              | Christelijk-Historische Unie          | III | 17 september 1929 | 4 juni 1930       | [ 46 ] |
| Michiel Visser                  | Roomsch-Katholieke Staatspartij       | III | 15 oktober 1931   | 16-09-1935 [ e ]  | [ 47 ] |
| Willem de Vlugt                 | Anti-Revolutionaire Partij            | III | 17 september 1929 | 16-09-1935 [ e ]  | [ 48 ] |
| Jan van Voorst tot Voorst       | Roomsch-Katholieke Staatspartij       | IV  | 23-09-1926 [ d ]  | 17 januari 1931   | [ 49 ] |
| Willem de Vos van Steenwijk     | Christelijk-Historische Unie          | II  | 23-09-1926 [ d ]  | 19 september 1932 | [ 50 ] |
| Otto van Wassenaer van Catwijck | Christelijk-Historische Unie          | II  | 23-09-1926 [ d ]  | 19 september 1932 | [ 51 ] |
| Jan Westerdijk                  | Vrijzinnig-Democratische Bond         | II  | 23-09-1926 [ d ]  | 19 september 1932 | [ 52 ] |
| Floor Wibaut                    | Sociaal-Democratische Arbeiderspartij | III | 17 september 1929 | 16-09-1935 [ e ]  | [ 53 ] |
| Arie de Zeeuw                   | Sociaal-Democratische Arbeiderspartij | IV  | 23-09-1926 [ d ]  | 19 september 1932 | [ 54 ] |